# Skellefteå kommuns näringsliv
Skellefteå kommuns näringsliv domineras av privat sektor med 22 064 av totalt 32 409 personer (2009) när det gäller antal sysselsatta. Detta motsvarar cirka 68 procent av alla sysselsatta. År 2020 fanns 4 963 privata arbetsgivare, varav 4 090 hade 0–4 anställda. Den största arbetsgivaren var samma år  Skellefteå kommun med 7 122 och den största privata arbetsgivaren var Boliden med 1 525 anställda samma år. Bland andra större arbetsgivare märks Skellefteå lasarett med 1 200 anställda år 2022, IT-företaget Tietoevry och Northvolt.
Varje år rankar Svenskt Näringsliv företagsklimatet i de svenska kommunerna. På den listan har Skellefteå kommun legat lågt under perioden 2012 till 2021 med bästa placeringen år 2018 på plats 183 och sämsta placering år 2012 på plats 261.
År 2020 arbetspendlade 2 109 personer till kommunen, främst från kommunern Umeå, Robertsfors, Norsjö, Piteå och Luleå. Utpendlarna, samma år, uppgick till 2 289 personer och dessa pendlade främst till kommunerna Umeå, Piteå, Stockholm, Luleå och Norsjö. De vanligaste yrkena 2018 var butikspersonal, ingenjörer och tekniker samt snickare, murare och anläggningsarbetare.

## Jord- och skogsbruk
År 1933 initierade Hushållningssällskapet en lantmannaskola på Anderstorp som var i bruk fram till 1977. Under 1970-talet gick de lokala mejeriföreningarna i Västerbotten samman i det nya Norrmejerier. År 1974 fattades beslut om att rationalisera mejerierna till endast omfatta två stycken, ett i Skellefteå och ett i Umeå. Skellefteå, liksom resten av Västerbotten, är en bra plats för vallodling, vilket är en av orsakerna till att det vanligt att böndernas området har mjölkkor. Primärt odlas vall i form av korn och havre, som används som djurfoder. Men det odlas även sådant som passar bra i det kalla klimatet och många soltimmar, så som potatis och grönsaker.
Nedan presenteras andelen av den totala ytan 2020 i kommunen jämfört med riket.
|  | Bebyggelse (2,7 %) |

|  | Skog (82,8 %) |

|  | Öppen myrmark (6,7 %) |

|  | Jordbruksmark (3,8 %) |

|  | Övrig mark (4,1 %) |

|  | Bebyggelse (3,1 %) |

|  | Skog (68,0 %) |

|  | Öppen myrmark (7,2 %) |

|  | Jordbruksmark (7,4 %) |

|  | Övrig mark (14,3 %) |

Majoriteten av kommunens mark utgörs av skog och är en viktig råvara. På 1800-talet exportades trävaror som virke, sparrar, bjälkar, tjära och fartyg till hela Västeuropa. Under andra världskriget exporterades träet istället till Stockholm som en följd av ransonering av kol, olja, bensin och diesel. Senare har träindustrin vuxit fram kring skogen, liksom utbildningar och forskning. Det är framförallt av den skogen som Sveriges högsta trähus, Sara kulturhus, byggts.
Skellefteå kommun ägde fram till 2007 omkring 9 000 hektar av områdets 685 900 hektar skogsmark. Därefter såldes den till Skellefteå Kraft. Enligt uppgifter från 2018 ägdes majoriteten, 289 900 hektar, av enskilda ägare.
År 2023 användes marken i kommunen av samebyarna:
- Grans sameby
- Malå sameby
- Maskaure sameby
- Mausjaur sameby
- Svaipa sameby
- Semisjaur-Njarg sameby
- Västra Kikkejaur sameby

## Energi och råvaror

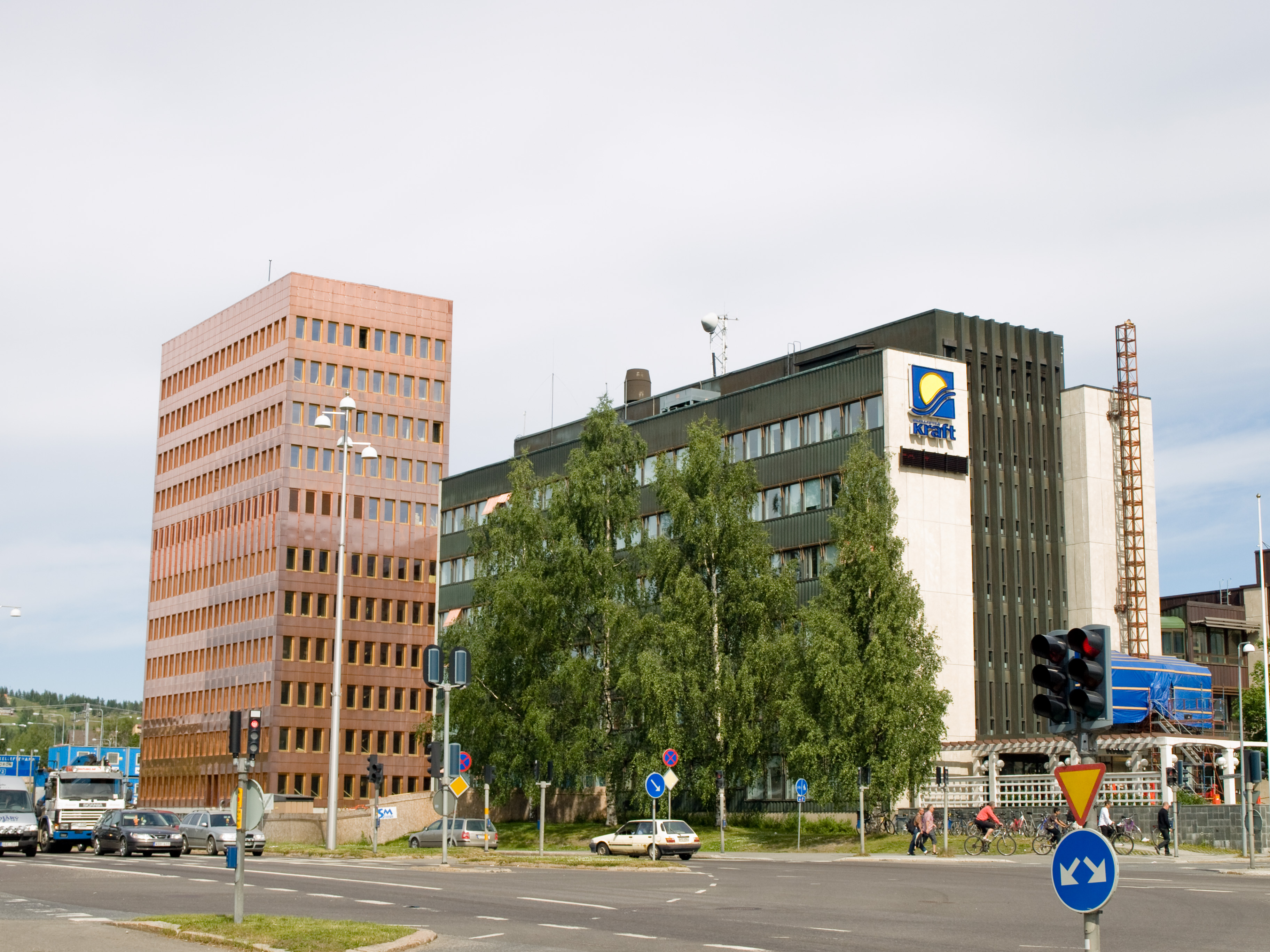
Kommunägda Skellefteå Kraft är det näst största svenska kraftbolaget efter Vattenfall.

I kommunen finns det kommunalt ägda bolaget Skellefteå Kraft. År 2019 var Skellefteå kommun den svenska kommun där vindkraften ökade mest. År 2021 kom 89,1 procent av Skellefteå Krafts produktion från förnybara källor. De sista procenten kom från kärnkraft genom delägarskap i kärnkraftsanläggningen Forsmark. Bland annat i Skellefteälven finns flera vattenkraftverk.
En betydande andel av Sveriges mineraltillgångar finns i Skelleftefältet. Till största del består fältet av sura vulkaniter som är runt 1,9 miljarder år gamla. Ett stort antal av dessa är komplexa sulfidmalmer som inkluderar zink, koppar och guld. I kommunen finns flera gruvor relaterade till Skelleftefältet: 
- Kankbergsgruvan som ägs av Boliden,[30] återöppnade 2012 efter att den varit nedstängd.
- Björkdalsgruvan som öppnades 1988, men stängdes ner efter en konkurs. Den öppnade igen 1998[31] och är Europas största guldgruva.[32]
- Bolidengruvan ägdes av Boliden AB. Den öppnade 1931 och var i drift till 1967. Den var Europas största och rikaste guldgruva.[33]
- Renströmsgruvan öppnade 1952 och ägs av Boliden AB. År 2023 var det Sveriges djupaste gruva. Den nådde 1 500 meyers djup 2019.[34]

## Industri
Gullringshus öppnade en fabrik på Byske träsliperis gamla tomt i Byske 1960. De bedrev verksamhet där fram till 1994.
Sedan företaget Northvolt 2017 beslöt att förlägga sin första batterifabrik, Northvolt Ett till kommunen, har Skellefteå varit en del i det som i media kallas Industriboomen i norr, där energiintensiva industrier förlägger ny, tung industri till framförallt övre norrlandskusten. Detta ställer stora krav på infrastruktur och samhällsutbyggnad i framförallt Boden, Gällivare, Luleå och Skellefteå. Industrierna bakom utvecklingen är bland annat H2 Green Steels etablering i Boden, Hybrit i Luleå och LKAB:s utökade gruvbrytning i Kiruna och Gällivare. Enbart Northvolt Ett beräknades ursprungligen behöva en direkt arbetsstyrkan på 3 000 personer, men sedan har beslut om ytterligare utbyggnad tagits. Som en följd av detta beräknas Skellefteå öka från 72 000 till 90 000 fram till 2030. Det är en samhällsförändring som anses sakna motstycke i Sverige.

## Tjänster och turism
År 2008 sysselsattes 13 169 inom tjänstesektorn inom Skellefteå kommun. Dessa fördelades på följande sätt:
| Antal sysselsatta inom delbranscher                                  | Antal sysselsatta inom delbranscher                                  | Antal sysselsatta inom delbranscher | Antal sysselsatta inom delbranscher | Antal sysselsatta inom delbranscher |
| -------------------------------------------------------------------- | -------------------------------------------------------------------- | ----------------------------------- | ----------------------------------- | ----------------------------------- |
|                                                                      |                                                                      |                                     |                                     |                                     |
| Delbransch                                                           |                                                                      |                                     |                                     | Antal                               |
| * Vägtransport av gods                                               | * Vägtransport av gods                                               |                                     | 691                                 | 691                                 |
| * Byggande av hus                                                    | * Byggande av hus                                                    |                                     | 524                                 | 524                                 |
| * Restaurangverk samhet                                              | * Restaurangverk samhet                                              |                                     | 505                                 | 505                                 |
| * Annan konsultverk- samhet avseende system- och programvara         | * Annan konsultverk- samhet avseende system- och programvara         |                                     | 512                                 | 512                                 |
| * Annan teknisk konsultverksamhet                                    | * Annan teknisk konsultverksamhet                                    |                                     | 587                                 | 587                                 |
| * Rivning av hus; markarbeten                                        | * Rivning av hus; markarbeten                                        |                                     | 384                                 | 384                                 |
| * Elinstallationer                                                   | * Elinstallationer                                                   |                                     | 331                                 | 331                                 |
| * Lokalvård                                                          | * Lokalvård                                                          |                                     | 455                                 | 455                                 |
| * Anläggning av motorvägar, vägar, flygfält och idrotts-anläggningar | * Anläggning av motorvägar, vägar, flygfält och idrotts-anläggningar |                                     | 371                                 | 371                                 |
| * Uthyrning av personal                                              | * Uthyrning av personal                                              |                                     | 179                                 | 179                                 |
| * Diverse övriga företagstjänster                                    | * Diverse övriga företagstjänster                                    |                                     | 218                                 | 218                                 |
| * Redovisning och bokföring, revision, skatterådgivning              | * Redovisning och bokföring, revision, skatterådgivning              |                                     | 230                                 | 230                                 |
| * Bankverksamhet utom centralbankverksamhet                          | * Bankverksamhet utom centralbankverksamhet                          |                                     | 159                                 | 159                                 |
| * Taxitrafik                                                         | * Taxitrafik                                                         |                                     | 167                                 | 167                                 |
| * Konsultverksamhet avseende företags organisation, information m.m. | * Konsultverksamhet avseende företags organisation, information m.m. |                                     | 178                                 | 178                                 |

Tjänstesektorn sysselsatte cirka 10 procent av de som förvärvsarbetande i kommunen 2008. Detta definierades då som sysselsatta inom "hotell och restaurang, personliga/kulturella tjänster".
År 2015 omsatte inresande turister 946 miljoner, en siffra som ökade med 13 procent till 2016 till 1065 miljoner kronor. Turisterna reste i första hand in från Sverige och Norge. En ökning bland tyskar, italienare och finnar sågs under 2016. Besöksnäringen sysselsatte 640 helårsarbetskrafter 2016, främst unga och utrikes födda. Det var främst event som lockade turister.Per 2018 hade omsättningen inom turismen ökat och uppgick till 1,2 miljarder. Omkring 30 procent av gästnätter var internationella.